# Zeuxippe fille d'Éridan
Pour les articles homonymes, voir Zeuxippe.
Dans la mythologie grecque, Zeuxippe (en grec ancien Ζευξίππη / Zeuxíppê), fille du dieu fleuve Éridan, est l'épouse de Téléon, de qui elle conçoit Boutès et Éribotès (tous deux Argonautes).

## Sources
- Apollonios de Rhodes, Argonautiques [détail des éditions] [lire en ligne] (I, 72).
- Hygin, Fables [détail des éditions] [(la) lire en ligne] (XIV).